# Чемпіонат України з футзалу серед жінок 2000—2001
Чемпіонат України з футзалу серед жінок 2000—2001 — 7-й чемпіонат України, в якому переможцем стала полтавська «Ніка-Педуніверситет» під керівництвом С. Г. Ягодкіна.

## Учасники
Порівняно з попереднім чемпіонатом команд стало менше, а саме 6. Тільки була представлена північна, центральна і південна Україна.
| - «Біличанка» (смт. Коцюбинське, Київська область) - «Вікторія» (Запоріжжя) - «Мінора» (Черкаси) | - «Ніка-Педуніверситет» (Полтава) - «СоцТех» (Київ) - «Фортуна-Чексіл» (Чернігів) |

## Регіональний розподіл
| Регіон               | Кіл-ть команд | Команди             |
| -------------------- | ------------- | ------------------- |
| Запорізька область   | 1             | Вікторія            |
| Київ                 | 1             | СоцТех              |
| Київська область     | 1             | Біличанка           |
| Полтавська область   | 1             | Ніка-Педуніверситет |
| Черкаська область    | 1             | Мінора              |
| Чернігівська область | 1             | Фортуна-Чексіл      |

## Підсумкова таблиця
| М | Команда                       |
| - | ----------------------------- |
| 1 | «Ніка-Педуніверситет» Полтава |
| 2 | «Фортуна-Чексіл» Чернігів     |
| 3 | «Біличанка» Коцюбинське       |
| 4 | «Мінора» Черкаси              |
| 5 | «СоцТех» Київ                 |
| 6 | «Вікторія» Запоріжжя          |